# Études Celtiques
Études Celtiques (сокращённо ÉC) — французский научный журнал, посвящённый вопросам кельтологии, кельтских языков и археологии кельтских племён, издающийся Национальным центром научных исследований (CNRS).
Основан в 1936 году по инициативе Жозефа Вандриеса как продолжение журнала Revue Celtique (RC), издававшегося в 1870—1934 годах. Редакторами журнала в разное время были Леон Флёрио, Поль-Мари Дюваль, Мишель Лежён. В настоящее время редактором Études Celtiques является французский кельтолог и археолог чешского происхождения Венцеслас Крута. Основной язык статей — французский; допускаются также публикации на английском, немецком и итальянском языке. Последний на данный момент номер (№ 36) появился в 2008 году.